# Óscar B. Gans
Óscar B. Gans y López Martínez (ur. 1903, zm. 1965) – kubański polityk związany z Postępową Partią Akcji, w latach 1951–1952 premier Kuby, w 1951 również minister spraw zagranicznych.

## Życiorys
Urodził się w 1903 roku.
Swoją karierę polityczną związał z Postępową Partią Akcji.
Sprawował urząd premiera Kuby od 1 października 1951, kiedy to zastąpił na stanowisku Félixa Lancísa Sáncheza, przez pięć miesięcydo 10 marca 1952. Jego następcą został Fulgencio Batista. W 1951 pełnił także krótko funkcję ministra spraw zagranicznych, jego poprzednikiem był Miguel Suárez Fernández, zaś następcą Aureliano Sánchez Arango
Zmarł w 1965 roku.